# Sacarase
Sacarase é uma enzima do suco entérico, produzida na parede do duodeno. Tem como função a digestão de sacarose, transformando-a em glicose e frutose. Atua em torno de pH=7,0